# Kegna-Kala
Kegna-Kala (ryska: Këgnakala) är en ort i Azerbajdzjan.   Den ligger i distriktet Tovuz Rayonu, i den västra delen av landet, 400 km väster om huvudstaden Baku. Kegna-Kala ligger 487 meter över havet och antalet invånare är 1 589.
Terrängen runt Kegna-Kala är kuperad åt sydväst, men åt nordost är den platt. Runt Kegna-Kala är det ganska tätbefolkat, med 108 invånare per kvadratkilometer.. Närmaste större samhälle är Zeyamdzhirdakhan, 4,8 km öster om Kegna-Kala.
Trakten runt Kegna-Kala består till största delen av jordbruksmark.